# Маат монс
Маат монс је велики штитасти вулкан на површини планете Венере. Налази се на координатама 0,5° северно и 165,4° западно (планетоцентрични координатни систем +Е 0-360) и са пречником од 395 км међу највећим је планинским узвишењима на површини ове планете. Са апсолутном висином од око 8.000 метара друга је то по висини планина на Венери (издиже се око 5.000 метара изнад околне равнице).
Планина је име добила према староегипатској богињи истине, правде и космичког реда Маат, а име планине је 1982. усвојила Међународна астрономска унија.
На врху овог вулкана налази се пространа калдера ширине око 28 км и дужине до 31 к, и још најмање 5 мањих кратера пречника до 10 километара. Југоисточно од главног кратера на дужини од око 40 км налази се читав низ бројних мањих кратера пречника до 5 км, вероватно насталик услед урушавања тла изнад магматских комора.
Снимци са сонди потврдили су постојање јаке вулканске активности на овом подручју, а у североисточном делу уочено је и избацивање вулканског пепела.